# 寿聖王
寿聖王（じゅせいおう、または朔、? - 紀元前519年）は、第26代箕子朝鮮王。王在位期間は、紀元前560年 - 紀元前519年。諡は寿聖王。諱は朔。王位は英傑王（藜）が継承。